# Højmiddelalder
Højmiddelalderen i Europa går fra 900-tallet til første halvdel af 1200-tallet, dvs. mellem tidlig middelalder og senmiddelalder.
Højmiddelalderen, specifikt som tiden efter ca. år 1050, er begyndelsen til den historiske tid i Danmark.
I stedet for tidlig middelalder benytter den danske historietradition ofte den regionalt bestemte germansk jernalder, fulgt af vikingetiden til og med det 10. århundrede.
Middelalderen ansås længe for en nedgangsperiode i europæisk historie: Den mørke middelalder. Men særligt høj- og senmiddelalderen rummer en intellektuel, teknologisk og sociologisk udvikling og opblomstring. Truslen mod den græsk-romerske kultur fra de store folkevandringer var i den tidlige middelalder afløst af de germanske, slaviske og eurasiske hærforbunds assimilation af romerske værdier - frem for alt skrifttraditionen - og blev med tiden til de fyrstedømmer, der skulle præge historien de næste mange århundreder. Kristendommen var en uadskillelig del af denne udvikling og oplevede også en ekspansion, da regionerne hinsides de tidligere romerske provinser næsten alle blev kristnet, og befolkningerne i de ”gamle” kristne områder blev inddraget i kirkelivet.
Sicilien og specielt Spanien blev under mauriske og saracenske herrer stærkt påvirket af den eksotiske arabisk-islamiske kultur. I højmiddelalderen betød tilbageerobringen, la Reconquista, at områderne igen blev en del af den pan-europæiske kristne kultur. Den frankiske og byzantiske kultur spredte sig langt ind i det østlige Europa, og i hele Europa intensiveredes handelen og overgik vel samlet set handelen i romersk tid. Endelig fik korstogene mod de muslimske områder i Mellemøsten stor indflydelse på handel, teknologi og religion. Omkring 1400 - i senmiddelalderen - havde den romersk-katolske kirke og dets overhoved, paven i Rom, bevist sin afgørende og toneangivende indflydelse i Europa.
Højmiddelalderen var præget af både intellektuelle og samfundsmæssige fornyelser: De europæiske fyrstedømmer konsolideredes, genopdagelsen af Aristoteles' værker iværksatte en ny filosofisk renæssance, og arkitekturen fik en ny stilart, gotikken.

## Tendenser
Det, som især prægede højmiddelalderen, var det hastigt stigende befolkningstal. Det fremkaldte store politiske og sociale forandringer, og flere historikere mener, at kontinentet var overbefolket omkring 1250[kilde mangler]. Det var med stor sandsynlighed en af grundene til, at Den sorte død fik så stort et omfang, men krige og økonomiske kriser kan også forklare det.
I den feudale villikation - den administrativt organiserede landbrugsproduktion - blev skove og vildnis ryddet, og de tunge lerjorder kunne nu pløjes af den tunge hjulplov, et nyt landbrugsredskab, der mange steder afløste arden.
Nye landsbyer og klostre blev grundlagt, og det totale høstudbytte steg.
Befolkningstilvæksten var antagelig muliggjort af en klimaforandring.
Overskuddet i fødevareproduktionen medførte en velstandsstigning og en genopblomstring af fjernhandelen, så den nåede et niveau, der ikke var set siden det Vestromerske riges fald i 400-tallet. Handel gik gennem byer, og mens nye byer opstod i Nordeuropa, oplevede de gamle romerske byer i Sydeuropa en ny opblomstring. Handelen var dynamo for nyudviklinger inden for transportteknologien; den nye skibstype koggen havde stor betydning for det nordtyske Hanseforbund. Nye handelsruter over land og vand blev etableret og bandt kontinentet bedre sammen; gejstlige, diplomater og pilgrimme benyttede de nye transportmuligheder, og fjerntliggende europæiske regioner oplevede mere kontakt med fremmede i Europa.
Den vestlige kirke var i hele middelalderen en enhedskirke, der opretholdt en hierarkisk struktur. Den begyndte hos præsten i den enkelte sognekirke, der var underlagt en biskop og øverst paven i Rom. Klostrene var en organisation ved siden af den almindelige kirke; de var centre for lærdom og bøn. De bevarede resterne af den litterære tradition - arven fra den græsk-romerske højkultur - og havde bestemmende indflydelse på skrifttraditionen i fyrstedømmerne.

## Samfund
I middelalderen var samfundet i højere grad præget af forbindelser og fællesskaber, og alle indgik i forskellige netværk, vertikalt og horisontalt. Et af de vigtigste former for fællesskab blandt samfundets elite var slægten. Også troskabsbånd spillede en stor rolle, lige som gilder, sogne- og landsby/byfællesskaber. De middelalderlige fyrstedømmer var bundet sammen af aftaler om gensidig troskab, forlening af jord og løfter om krigstjeneste og beskyttelse mod ydre fjender.[kilde mangler] Kejserdømmet var konstant udfordret af indre stridigheder og ikke mindst af pavestolen. Den begyndende statsadministration i kongerigerne var lagt ud til embeder, der varetoges af hertuger, grever, marskgrever og biskopper samt fyrsternes kancelli (tysk: Kanzlei; engelsk: Chancery). Herunder retsvæsen og skatteopkrævning.
Augustins ide-formulering fra 400-tallet kan være med til at formidle højmiddelalderens kulturelle dualitet: Verdslighed og kirkelighed.

### Verdsligheden: Det feudale samfund
Systemet med troskabseder og forleninger havde måske rod i det gamle germanske samfund, men næppe den skriftliggjorte bureaukratisering, der så småt begyndte at vise sig i den tidlige middelalder og udviklede sig til højmiddelalderens feudale samfund - mens der dog er en polemik om, hvad dette feudal-samfund egentlig var. Den enkelte kom hurtigt i dobbelte bindinger til både lensherre og slægt, eller til flere lensherrer. Disse bindinger kom ofte til at virke modsatrettet, hvis loyaliteten blev sat på prøve. Men i andre tilfælde kunne den ene forbindelse virke stabiliserende på konflikter, hvor den anden kunne virke destabiliserende og fremme en konfrontation. Det politiske system havde derfor en ekstremt dynamisk karakter, hvor en ny alliance fuldstændigt kunne vende om på magtforholdene.
Bønderne, og deres medhjælpere, var derimod mere forankrede og til dels stavnsbundne.
Systemet opstod omkring år 1000 i Frankrig; her var det karolingiske retssystem gået i opløsning, og et klientelsystem - som det romerske klientel-system - blev igen dominerende. Initiativet for opretholdelse af lov og orden i lokalområdet blev overført til de lokale stormænd. I et samfund, hvor centraladministrationen havde mistet betydning og indflydelse, var lenssystemet en måde at institutionalisere den magt, der hvilede på voldsudøvelse, så den faktiske voldsanvendelse kunne begrænses mest muligt. I middelalderforskningen har beskrivelsen af feudalsystemet ofte været et forsøg på at udvikle en statisk model over samfundsformen, hvor samfundet i høj grad var præget af forandring. Diskussionen om, hvad feudalisme dækker over, og om den nogensinde reelt eksisterede, fylder derfor meget i forskningen.
Statsmagten i Romerriget eller som den udviklede sig i moderne tid eksisterede nærmest ikke. Det var de personlige relationer, der holdt sammen på et kongerige. Men det spirende embedsvæsen og den skriftligt-administrative praksis i denne tid dannede også grundlaget for senere monarkier. Først i løbet af 1300-tallet - begyndelsen af senmiddelalderen - havde den kongelige centraladministration udviklet sig, så den kunne overtage ansvaret for domsafsigelse og opkrævning af skatter.

### Kirkeligheden: Det gejstlige samfund
Parallelt med det verdslige magtsystem - figurativt set - fandtes den gejstlige organisation, og formelt var alle kirker og klostre i den hellige romerske kirke og i det byzantiske rige og de koptiske kirker underlagt den romerske paves myndighed. I højmiddelalderen rådede pavestolen desuden over så store ressourcer og nød så stor prestige, at flere af periodens paver insisterede på, at de besad herredømmet over de verdslige fyrster og forsøgte at bruge deres indflydelse politisk i pavernes storhedstid.
Pavernes magt var på intet tidspunkt suveræn, og Innocens III, hvis pontifikat ofte regnes for et højdepunkt for det middelalderlige pavedømme, opnåede reelt kun fiaskoer med sine prestigeprojekter. I løbet af 1000-tallet havde pavestolens selvopfattelse ændret sig, og den optrådte nu langt mere selvbevidst. Den romersk-katolske og den græsk-sprogede østlige ortodokse kirke havde gensidigt bandlyst hinanden; det er Det store skisma der har varet til i dag. Nok et resultat af den øgede selvbevidsthed i Rom.
I det kirkelige hierarki opstod der i 100-tallet også en reformbevægelse for adskillelsen af de gejstlige og de verdslige funktioner i samfundet; en adskillelse som i det middelalderlige samfund faktisk var en umulighed - med biskopper, der også optrådte som verdslige fyrster med deraf følgende militære forpligtelser, og med verdslige fyrster, der gerne indsatte deres egne kandidater i gejstlige embeder.
Hertil kom udnævnelsen af lægfolk som forvaltere over klostergods - verdslige abbeder, som i ældre tyske historieskildringer kaldes sekular-abbeder (tysk: Secularäbte).

I et samfund, der byggede på udveksling af gaver, embeder og alliancer, var en adskillelse mellem kirke og stat ikke mulig. Sammenstødet mellem reformbevægelsens ideer og det feudale samfunds mekanismer skabte i høj grad grundlaget for investiturstriden, der også markerede en væsentlig problemstilling i denne periode - magtens legitimitet.

## Samfundsgrupper
I de beskrivelser af samfundet, der kendes fra middelalderen, ses tre forskellige stænder, der var gudgivne og evige. Øverst i hierarkiet var de "bedende" (oratores, de gejstlige). Dernæst de "kæmpende" (bellatores, herunder konger, adel og riddere). Og nederst de "arbejdende" (laboratores): resten af samfundet. Sociologisk giver denne tredelte struktur ikke mening, når det højmiddelalderlige samfund skal beskrives, fordi den er for enkel og på trods af at rigdom og politisk indflydelse - de to store social-strukturelle faktorer - ofte fandtes øverst i det skematiserede hierarki. Denne opfattelse findes da også i videst udstrækning blandt medlemmer af gejstligheden og var måske mest af alt et udtryk for ønsketænkning.
Det almindelige historiesyn beskriver alternativt en pyramidestruktur: lens-pyramiden. Med udgangspunkt i de feudale lens- og edsforhold, bliver det råderetten over jorden, der karakteriserer rigdom og magt. I løbet af højmiddelalderen blev dette system udfordret af den voksende pengeøkonomi og den gradvise centralisering af magten hos kongerne. Bybefolkningerne stod i udkanten af lensvæsnet, med dets uddeling af brugsretten til jord. Deres liv var ikke direkte afhængigt af råderet over jord. En lille gruppe købmænd og bankierer overgik endda størstedelen af adelen i rigdom og politisk indflydelse.
Men det er stadig nærliggende og umiddelbart overskueligt at se på visse forskelle mellem de tre samfundsgrupperne, når fokus rettes mod funktioner.

De tre klassiske stænder
- Langt den største befolkningsgruppe var landbefolkningen; den var primært beskæftiget med fødevareproduktion. Ressourcerne var ujævnt fordelt, mellem landarbejdere, livegne, selvejere, storbønder og herremænd.
- En anden gruppe var de professionelle krigere, hvor ridderne var en særligt fremtrædende gruppe. Adelen var administratorer og nogen gange kongernes ligemænd eller rivaler.
- Det gejstlige hierarki med flere funktioner, der greb ind i det verdslige samfund.

- Bybefolkningen bestod af en broget blanding af håndværkere, købmænd og arbejdere.
- En mindre gruppe tjenestefolk, der i hovedtræk delte livsforhold med det herskab de tjente hos, men som eventuelt kunne gøre brug af deres talent og få status og rigdom.
- Uden for samfundet stod de marginaliserede: kvinder, tiggere, beboere i isolerede egne, hedninge og kættere.

Stænderne blev opfattet som statiske, hvilket dog ikke betød at social mobilitet var en umulighed. Der kendes flere eksempler på personer af lav byrd, der enten gennem en gejstlig eller militær karriere nåede samfundets øverste lag. Men langt størstedelen af middelalderens mennesker fortsatte i den samfundsgruppe, de var født ind i.

### Landbefolkningen
Bondestanden i højmiddelalderens Vesteuropa var ikke et ensartet lag af livegne, for de levede under meget forskellige forhold fra egn til egn. Nogle steder var selveje den mest udbredte form, andre steder livegenskab. Skellet mellem frie og ufrie var de fleste steder en vigtig social parameter, men var ikke afgørende for velstandsniveauet. Slaveriet havde overlevet overgangen fra antikken og havde med tiden antaget forskellige former af livegenskab; den store forskel var dog at mennesker nu blev bundet til den jord, hvor de boede og arbejdede, og derfor fulgte med den, når ejerskabet over jorden skiftede.
Karakteristisk for tiden mellem år 1000 og 1100 er de store forandringer i landsbystrukturen. Over størstedelen af Vesteuropa ændrede bebyggelserne på landet karaktér, og befolkningen, der som hovedregel hidtil havde levet i små beboelser, flyttede nu sammen i egentlige landsbyer med en kirke. Samtidigt opstod der en kollektiv landsbykultur. Sammenflytningen kom til udtryk på forskellig vis forskellige steder; i Italien samlede bønderne sig i befæstede småbyer (incastellomento). I Danmark blev landsbyerne stedfaste, efter at jernalderens skik med at flytte bebyggelser med års mellemrum ophørte.
Bondesamfundet i højmiddelalderen blev formet af en stadig konflikt om kontrollen over landbrugets produkter. Den agrare revolution i højmiddelalderen betød at landbrugsproduktionen steg, og uenighed om fordelingen af velstanden var grundlag for hyppige stridigheder. Et stærkt fællesskab var i denne situation en stor fordel for den enkelte bonde over for herremanden. Andre og modsatte konklusioner er også fremlagt, fx at samlingen af bønder i landsbyer skete på aristokratiets eget initiativ, med den begrundelse at investeringer i produktionsapparatet og en forøgelse af arbejdsstyrken ville øge produktionen af lukrative eksportvarer. Andre vigtige faktorer bag forandringerne er de samme, der lå til grund for den agrare revolution; nye teknologier som hjulplove og vindmøller var meget komplicerede, og de nødvendiggjorde et samarbejde, før de kunne betale sig. Behovet for beskyttelse i urolige tider havde ligeledes betydning, i lighed med udbygningen af den kirkelige organisation i landområderne; det kom bl.a. til udtryk i opførelsen af mange nye kirker over hele Vesteuropa. Størstedelen af de danske landsbykirker stammer fra denne periode.
En anden faktor var forholdet til øvrigheden, og i højmiddelalderen kom flere embedsfunktioner i hænderne på landsbyens egne fremtrædende bønder - eksempelvis en foged-bestalling.
Det nye landsbyfællesskab var et produktionsfællesskab, hvor alle arbejdede for eget bedste; det medførte på den ene side fælles fester, tryghed og sammenhold mod udefrakommende, men på den anden side også rivalisering og sladder.
Landboernes verdensopfattelse er et liv tæt knyttet til den jord, de boede på, og som de dyrkede, mens store begivenheder, som vi læser om i historiebøgerne, betød meget lidt for dem. Landsbyerne var næsten helt selvforsynende,[kilde mangler] så kontakt med omverdenen var sjældent nødvendig og derfor aldrig hyppig. Præsten kunne læse, men for bonden blev de bøger som fandtes i kirken opfattet som kultgenstande på linje med de øvrige ting i kirken. Historien rakte kun så langt tilbage som den mundtlige overlevering nåede, og årstal var uden betydning i landsbyfællesskabets verden, hvor årstidernes skiften bestemte arbejdets rytme, og vejret var afgørende for høstudbyttet. Bondens levede på et eksistensminimum, og faktorer som han ingen indflydelse havde på, bestemte om han skulle leve i overflod eller sulte.
Hovedparten af Vesteuropas befolkning opfattede måske sig selv som kristne, men deres kristendom var kraftigt blandet op med overlevet hedenskab og det, gejstligheden kaldte overtro. For bønderne var verden befolket af ånder og dæmoner, og skellet mellem levende og dødt var aldrig skarpt. Den dominerende religionsform i højmiddelalderen adskilte sig derfor i høj grad fra den de lærde nedskrev i bøgerne og overleverede til eftertiden.

### Adel og ridder
Krigeraristokratiet omfattede to grupper: medlemmerne af de gamle adelsslægter, der nu besad embeder, og de professionelle riddere, der var belønnet med en forlening. I middelalderen var social ulighed en naturret. Slægten indgik i et hierarkisk system, hvor nogle få familier besad langt mere autoritet end andre. De adelige slægter omfattede blandt andet greverne, hertugerne og kongerne; de udgjorde det talmæssigt begrænsede aristokrati.

#### Adelen
Adelens position var skabt i løbet af den tidlige middelalder.
I Sydeuropa taler noget for at de romerske patricierslægter bevarede deres ejendom og prestige, ikke mindst ved hjælp af bispedømmers udbredelse.
Folkevandringstidens hærforbund omkring hærførerens familie, fulgte også deres leder i tiden efter Romerrigets fald, og nogle blev storbønder mens andre søgte fyrstens nærhed og bevarelsen af kriger-idealet. Fra den skandinaviske region kendes udtrykket jorddrot, en storbonde. Adel blev opfattet som arveligt, men det var kun et ideal, da høj dødelighed i realiteten gjorde det nødvendigt at optage nye medlemmer i standen. Mange slægter søgte derfor at sløre et simpelt ophav ved at fabrikere fiktive anelister.

#### Ridderne
Ridderne var en stand, der var tæt knyttet til adelen og en vigtig samfundsgruppe. Den har præget i middelalderen i så høj grad, at den ofte betegnes som riddertiden. Omkring år 1000 begyndte en udvikling, der gjorde den beredne vasal, der nok kunne stamme fra bondekår, til en højt profileret kriger, der nu havde mulighed for at få prestige og rigdom.
Den teknologiske og taktiske udvikling betød, at ridderen i højmiddelalderen var alle andre soldatertyper overlegen, men hans udstyr var så kostbart, at kun de rigeste og mest magtfulde lensherrer kunne leje ham. Det tætte forhold mellem ridder og adel betød, at de to grupper med tiden smeltede sammen. I 1100-tallet opstod en særlig ideologi omkring denne krigertype, som fokuserede på dyder som heltemod, høviskhed og uselviskhed. Nye litterære genrer så samtidig dagens lys i form af ridderromancer og troubadourdigtning.
I realiteten var ridderen rygraden i fyrsternes magt. I en tid hvor politik byggede på aktiv voldsanvendelse, var en mobiliserbar militærstyrke essentiel, og et stærkt følge af riddere havde stor betydning.

### Byen og borgerne
Den generelle velstandsstigning betød at efterspørgslen efter handelsvarer steg; det lagde grunden for en ny opblomstring af byer i Vesteuropa. Rigdomme blev i højere grad skabt gennem handel og industri end gennem krig og plyndring, og velstanden blev nu koncentreret i byen frem for på feudalherrens borg. Den spæde begyndelse på en markedsøkonomi medvirkede derfor til at feudalsystemet mistede sin betydning. Penge og magt havde løsrevet sig fra lensvæsnet og borgerne i de rigeste byer fik nu mulighed for at frigøre sig fra deres herrer.
Visse byer fik med tiden privilegier og borgerne blev løst af deres feudale pligter mod at betale en afgift til fyrsten, men det betød også, at handelen blev begrænset til de byer, der fik rettigheder, men de fleste byer i middelalderen var stadig meget små. De største som London og Paris havde i 1000-tallet under 100.000 indbyggere. Moderne kloakering var ukendt, drikkevandsforsyningen var elendig og dødeligheden var høj. Alligevel strømmede nye til for at få del i de rigdomme, der blev skabt der, og en udbredt regel sagde, at den, der uantastet havde boet i en by i ét år, var en fri mand. Borgerne i højmiddelalderens byer skabte et fællesskab, der med tiden frigjorde økonomien fra den gamle afhængighed af jorden. Den lagde grunden til den moderne pengeøkonomi.
Da indbyggerne i byerne blev frie borgere, måtte de danne byråd, der skulle administrere byen og hindre anarki. Disse byråd blev ofte kampplads for de rigeste familier. Håndværkere og købmænd, der tilhørte samme faggruppe, indgik gerne i sammenslutninger, kaldet lav eller gilder, for ved fælles hjælp at sørge for gode forhold for deres medlemmer. Gilderne var erstatning for landsbyfællesskabet. De større byer kunne nu brødføde specialiserede håndværkere som skomagere, rebslagere, bagere og våbensmede, og i højmiddelalderen skete hovedparten af rekrutteringen fra landsbyerne.
I senmiddelalderen kom de tyske hansestæder, og de fik betydning for handelsfremvæksten i hele Europa. I Skandinavien kaldtes de privilegerede byer for købstæder.
De allerrigeste og mægtigste byer i det tyske rige var de frie byer som Colmar; de var nærmest uafhængige bystater.

## Kultur
Den figurative kunst og musik har altid været tilgængelige udtryksformer, og religiøse ritualer har ofte virket formende og bestemmende. Disse antropologiske almindeligheder rækker dog ikke til at beskrive de nærmest ubegrænsede forskelle og variationer, der under et kan sammenfattes som kulturen.

### Kunst
Kunst i højmiddelalderen omfattede mange stilarter og regionale traditioner. De mest udbredte og indflydelsesrige i Vesteuropa var byzantisk, islamisk, romansk og gotisk kunst. Regionale traditioner (skandinavisk og slavisk var miniaturer i bøger som dyreornamentik). Det vigtigste for kunst var kirkerne, da det var her almindelige mennesker overhovedet kom i kontakt med kunst; håndskrevne bøger havde en vis udbredelse uden for kirkerne.
Den byzantinske kunst var en videreførelse af antikkens, og den kunst, der blev produceret i Konstantinopel i højmiddelalderen, var af den højeste håndværksmæssige kvalitet i Europa. Flere medlemmer af Komnenos-dynastiet var mæcener, og i denne periode blev ikonmaleriet udbredt over hele riget sammen med freskomaleriet i kirkerne. Byzantinske kunstnere arbejdede ikke kun i imperiet, men udførte også værker på det normanniske Sicilien (Monreale, Cefalù og Palermo) og i Markuskirken i Venedig, der hører til de bedste eksempler på byzantinsk mosaikkunst. Korsfarernes erobring og plyndring af Konstantinopel i 1204 betød også, at kunstværker blev spredt til hele Europa. Omkring 900 begyndte den islamiske kunst at udvikle regionale forskelle, parallelt med opløsningen af abbasidernes kalifat. Det muslimske Spanien blev et centrum for kunst og kultur, og især metalvarer, silkestoffer og træskærerarbejder fandt vej til store dele af Europa. Den europæiske brugskunst blev i høj grad inspireret af disse varer.
Vikingetidens kunst blev kun langsomt erstattet af de dominerende stilarter i det øvrige Europa. De kalkmalerier, der blev udført i Danmark i 1000-talet, blev skabt af tyske kunstnere, mens de senere blev lavet af lokale kunstnere. I Norge blev stavkirkerne bygget på basis af lokale traditioner og udsmykningerne var i den gamle stil. I Irland skete der en sammensmeltning af nordisk og keltisk kunst, da irske metalkunstnere begyndte at imitere urnes- og ringerikestilen.

#### Fra romansk til gotisk stil
Romansk stil (kaldet rundbuestil) kendetegnede kunsten i Europa fra omkring 1000 til 1200, hvor den blev afløst af den gotiske. Den blev først navngivet af franske historikere i 1800-tallet, men dens udbredelse havde nær sammenhæng med klostervæsenet, der oplevede en kraftig ekspansion. Kerneområdet var Frankrig, men stilarten blev også meget udbredt i det kristne Spanien, Flandern, England, Tyskland og Italien, hvor også den monastiske bevægelse stod stærkest.
Betydningen af gotisk stil varierer afhængig af genre, tid og sted. Betegnelsen stammer fra fremkomsten af den gotiske arkitektur i midten af 1000-tallet samtidigt med den gotiske billedhuggerkunst, mens den gotiske malestil først udskilte sig som en selvstændig stil omkring 1200. I 1200-talet var gotikken blevet en international stilart og den mest dominerende i hele Europa. I Danmark bruges betegnelsen spidsbuestil.

### Musik
Størstedelen af den musik, der har overlevet fra højmiddelalderen, er religiøs. Det skyldes, at musik i nodeform blev skrevet i klostre og kirkeinstitutioner. Verdslig musik blev først nedskrevet senere. Den første der brugte noder var Guido af Arezzo, som i 1000-tallet opfandt de tegn, der gjorde det lettere for sangerne at huske de gregorianske bønner.
Den religiøse musik var i begyndelsen domineret af den gregorianske form, der var bønner udtrykt gennem sang, og bøn var et vigtigt element i den rituelle praksis. I løbet af 1100- og 1200-tallet opstod den polyfoniske sang inden for den gregorianske tradition bl.a. i værker skabt i forbindelse med Notre Dame-skolen i Paris. Nye musikformer opstod med polyfoni: den tidligste var organum. Senere fulgte clausula, conductus og motetten. En anden type, der udsprang af den nye teknik, var ars nova; mellem 1310 og 1314 blev Roman de Fauvel sat i musik af Philippe de Vitry, og stilen blev i senmiddelalderen populær især inden for verdslig musik. Mange af de elementer, der kom til at præge den vestlige klassiske musiktradition, har deres oprindelse i denne musikform.
En af de vigtigste sekulære musikgenrer var troubadourernes, der voksede frem i Sydfrankrig i sidste del af 1000-tallet. Troubadourerne kunne være omvandrende musikere fra alle samfundslag, som skrev og spillede sange om mange emner, mest om høvisk kærlighed. Denne genre fik stor indflydelse på sekulær musik i det øvrige Europa, herunder især de nordfranske trouvèrer og de tyske minnesangere. I Danmark stammer de ældst kendte folkeviser fra omkring 1200, og de byggede i høj grad på den franske og tyske tradition. I Danmark levede folkeviserne videre blandt almuen helt frem til 1800-tallet.

### Religion
Hele middelalderen frem til reformationen var i praksis præget af en religiøs mangfoldighed. Hedenskab levede stadig ved siden af kristendommen, og mange steder opstod der nye bevægelser, gerne i opposition til det etablerede system, men også inden for den officielle kirke. De bevægelser, der forlod moderkirken og blev til egentlige kætter-bevægelser, opstod ofte ved tilfældigheder. Kristendommen i sine senere faser, både i sin reformerte og modreformerte form, var i høj grad et resultat af de religiøse forandringer, der prægede højmiddelalderen. Resultatet er ikke et udtryk for målrettede handlinger eller særlige programmer, men følgen af den måde, datidens mennesker reagerede på de problemer og udfordringer, de mødte.
Religionen i 1100-tallet var i modsætning til århundrederne før og efter præget af afvigelse og konfrontation. Splittelsen kom bl.a. til udtryk i de kætterbevægelser, der voksede frem. De forskellige afvigende grupper var dog ofte svære helt at adskille fra den ortodokse tradition. Samtidig var opfattelsen af, at alle mennesker tilhørte det samme religiøse fællesskab, dominerende, og de, der havde afvigende religiøse forestillinger, tilhørte ikke andre religioner, men djævelen. Attituden over for kritik af de etablerede katolske institutioner havde gennemgået en ændring: Fra omkring år 1000 at have været ganske lydhøre over for kritiske røster øverst i det kirkelige hierarki, begyndte kirken efter 1200 åbenlyst at forfølge protestbevægelser som kættere.[kilde mangler] I begyndelsen blev kritikere blot opfattet som radikale fortalere for reformer, mens pavestolen var midt i en gennemgribende reformproces, den gregorianske reformbevægelse. Efter at kirken havde konsolideret sig i sin nye form, blev protestbevægelserne nu betragtet som en trussel mod enheden i kristendommen og forfulgt.
Reformbevægelsen i 1000- og 1100-tallet havde bl.a. været et forsøg på at inddrage alle aspekter i menneskelivet i den kirkelige sfære. Det omfattede bl.a. pavemagtens forsøg på at underlægge sig de verdslige institutioner under sin indflydelsessfære og inddragelse af lægfolks liv i de kirkelige sakramenter. Samtidigt blev kanonisk lov styrket for at sikre pavens kontrol over hele kirkehierarkiet. Disse forsøg på at udvide pavens magt medførte selvfølgeligt konflikter, hvor de stødte sammen med de verdslige fyrsters interesser fx i forbindelse med investiturstriden. Den øgede indblanding i almindelige menneskers liv betød også, at utilfredsheden med de gejstlige voksede, og mange begyndte at søge alternativer til den katolske kirke.

#### Klosterbevægelserne
Væksten inden for klostersamfundene var et af de områder, hvor reformbevægelsen stærkest kom til udtryk. Gamle munkeordner oplevede en ny opblomstring og nye ordner blev grundlagt, og over hele Europa blev byggeriet af klostre sat i gang. Denne vækst var mulig pga. de øgede donationer, som klostrerne modtog fra verdslige fyrster og rigmænd, og den øgede rekruttering af dem, der ønskede at leve som munk eller nonne.
Opfattelsen af klostrene ændrede sig gennem reformbevægelsen, så de nu var omdannet til helligsteder, der var udskilt fra den jordiske sfære og bragt tættere på den guddommelige. Det var en ny og strengere fortolkning af de rituelle regler for klosterlivet, der lå til grund for denne forestilling. Denne udvikling inden for klosterbevægelsen var et udtryk for tidens personlige og inderlige religion, der især var fokuseret på den enkeltes relation til det guddommelige. Idealet for munkens tilværelse var nu et tilbagetrukket liv, som helt og holdent var fokuseret på religiøse gøremål. I realiteten blev klostrenes beboere dog ofte indblandet i både lokale og internationale affærer.

#### Pilgrimsfærd og korstog
I løbet af højmiddelalderen fik lægfolk også mulighed for at knytte sig tættere til de religiøse ordner uden at aflægge klosterløfte eller opgive deres verdslige liv. Og ud over munke og nonner var mange andre også en integreret del af en klosterorden som lægbroder, pilgrim eller tempelridder.
Pilgrimsfærd var et vigtigt element i middelalderens religiøsitet og var mere end bare en rejse til et helligsted, da selve rejsen og dens strabadser havde betydning i sig selv og blev opfattet som en form for Imitatio Christi. Målet for pilgrimsfærden var heller ikke blot et geografisk punkt, men blev opfattet som en jordisk udgave af det himmelske Jerusalem. En pilgrimsfærd var en konkretisering af menneskelivets vej mod frelse og indtræden i himmelen ved ankomsten til målet. Korstogene var fra begyndelsen en bevæbnet pilgrimsfærd og blev til som led i reformkirkens bestræbelser på at inddrage alle verdslige samfundsgrupper i kirkens sfære.[kilde mangler] Men allerede omkring år 1200 var korstogene adskilt fra pilgrimsfærden og etableret som hellige krigstogter med deres egen liturgiske praksis.

#### Jøder
Den jødiske befolkning var på én gang en marginaliseret gruppe og en integreret del af samfundet endda af eliten. De levede konstant med usikkerhed og risiko for voldshandlinger. Mange kristne anså jøderne for at være kristendommens fjender. Øvrigheden og mange inden for den gejstlige sfære søgte at yde jøderne beskyttelse for pogromer. Fx fordømte Bernhard af Clairvaux i stærke vendinger de overgreb på jøder i forbindelse med proklameringen af det korstog, han selv havde prædiket for i 1144. Inden for kirken var den opfattelse udbredt, at jødernes tilstedeværelse var nødvendig, og at de skulle beskyttes, da jøders tilstedeværelse er en del af de bibelske fremstillinger af dommedag. Modviljen mod dem bundede ofte i deres rolle som pengehandlere og mellemmænd i finanstransaktioner. Deres kapital blev ofte stillet til rådighed for købmænd, og var derfor stærkt medvirkende til væksten i den internationale handel og højmiddelalderens økonomiske opsving.

### Teologi, filosofi og litteratur

#### De nye universiteter
Europas ældste universitet blev opbygget i Paris i løbet af 1100-tallet. Undervisningen foregik hidtil på katedralskoler eller i klostrene. I højmiddelalderen byggede boglig dannelse på grammatik i ordets tidligste betydning: retorik, filosofi og teologi, og formålet var at uddanne skrivere til bispernes og fyrsternes administration. Den studerende var klerk: han tilhørte det gejstlige hierarki og var fritaget fra alle verdslige pligter og beskyttet af kirkeretten.
Indtil 1100-tallet lå de mest prestigefyldte skoler i Tyskland, men nu begyndte klerke fra hele Europa at søge mod de franske skoler især i Paris. De studerende knyttede sig til de bedste lærere og til dem, der kunne tilbyde det bedste netværk, så de kunne få en god stilling. I 1100-tallet var de bedste undervisere samlet i Paris. I det 13. århundrede var der grundlagt nye universiteter i Italien, England og Sydfrankrig.
En gejstlig uddannelse var en mulighed for at bevæge sig op i et strengt hierarkisk samfund. En dygtig klerk kunne blive ansat i en magtfuld ærkebiskops eller fyrstes kancelli og måske selv en dag blive udnævnt til biskop, selv om han var en skomagers søn.

#### Filosofi
I løbet af 1100- og 1200-tallet fik kristne filosoffer adgang til værker af de klassiske antikke filosoffer som Platon og Aristoteles. Manuskripterne kom til Vesteuropa fra Spanien og Konstantinopel og blev samlet og kopieret i klostrene og på de nye universiteter og spredt over det meste af Europa.
I samme miljø opstod skolastikkken, som blev den dominerende filosofiske skole i højmiddelalderen. Skolastikerne var lærde, der forsøgte at udarbejde en erkendelsesteori, som forenede den kristne dogmatik med den antikke filosofi. Væsentligt for skolastikerne var at bygge på evnen til at argumentere og drage strengt logiske konklusioner. De tog afstand fra den teologi, der kun byggede på bibelcitater og henvisninger til kirkefædrene.
Den filosofiske diskussion, der fyldte mest gennem hele højmiddelalderen, var Universaliestriden. Den tog bl.a. udgangspunkt i forskellene på Platons og Aristoteles' filosofiske positioner og om forholdet mellem enkeltfænomenerne og almenbegreberne i en teologisk sammenhæng. Universaliestriden var i realiteten en erkendelsesteoretisk diskussion, hvis formål var at forstå grundlaget for verden og at forstå den højere orden, der lå bag skabelsen.

## Fodnoter
1. ↑  T.N. Bisson (1994) er en videreudvikling af G. Dubys banebrydende teori
2. ↑  Denne debat kan bl.a. følges i Reynolds (1997), T.N. Bisson (1994) og kommentarerne i Past & Present (1997)
3. 1 2  Nordberg (1994) pp. 247
4. ↑  Esmark & McGuire (1999) pp. 95
5. ↑  (Rhein 1837)
6. ↑  Nordberg (1985) pp. 162-166
7. ↑  Uddybende beskrivelser af landbolivet findes bl.a. i Esmark & McGuire (1999), Reynolds (1997) og Nordberg (1985)
8. ↑  Se fx de arkælogiske undersøgelser af landsbyen Vorbasse (Erland Porsmose)
9. ↑  Bl.a. en vigtig tese i Reynolds (1997) fremstilling
10. ↑  Se bl.a. G. Duby (1994)
11. ↑  Se fx G. Constable (1996) pp 2-7